# Федерація найсильніших атлетів України і перетягування канату
ФНАУПК (англ. U.F.S.A.) —  Федерація найсильніших атлетів України і перетягування канату, одна з найбільш титулована на сьогодні у світі. Федерація найсильніших атлетів України і перетягування канату, офіційно заснована у 2001 році.
Міжнародна Федерація найсильніших атлетів International Federation of Strength Athletes колись об’єднувала 54 національні Федерації, серед яких U.F.S.A. — або ФНАУПК. 
Українську Федерацію очолює Заслужений тренер СРСР та України, Заслужений працівник з фізичної культури та спорту України, Почесний громадянин міста  Києва Володимир Миколайович Кіба.

## Богатирське багатоборство та Богатирські Ігри
Богатирське багатоборство відповідним рішенням Міністерства України у справах сім’ї, молоді та спорту визнано як вид спорту та включено до програми 1-х Європейських Ігор, що відбулися в м. Києві 21—22 липня 2007 року. IFSA надала цим змаганням найсильніших атлетів Європи статус індивідуального чемпіонату Європи-2007. В Євро-2007 з богатирського багатоборства взяли участь 24 найтитулованіші атлети з 18 європейських країн. Україну представляли відразу 3 основні атлети та 1 запасний: Василь Вірастюк, що став чемпіоном. Володимир Муравльов, Олександр Пеканов та Віктор Юрченко.
Зважаючи на результати змагань останніх років найвищого світового рівня, де визначилась домінація богатирів з країн пострадянського простору та країн Європи, звання чемпіона цих змагань без перебільшення можна було прирівняти до звання абсолютного чемпіона світу. Але це лише мрії.

## Збірна команда України з богатирського багатоборства

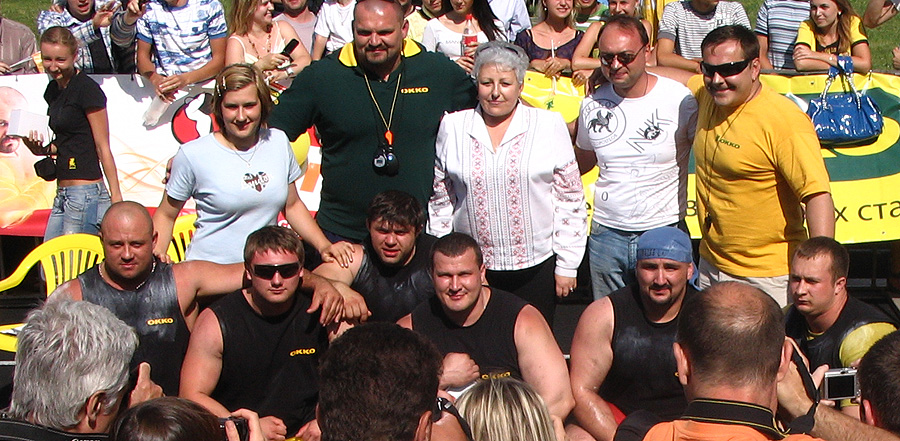
Богатирський турнір у Житомирі (2008)

Збірна команда України з богатирського багатоборства є чотириразовим командним чемпіоном світу та володарем звання «Найсильніша нація планети» (2003, 2004, 2006, 2007 рр.), срібним призером командного чемпіонату світу 2005 року, бронзовим призером командного чемпіонату світу 2008 року.
Вірастюк Василь в минулому — капітан збірної команди України — Заслужений майстер спорту України Василь Вірастюк з Івано-Франківська (наразі проживає в м. Києві) є чотириразовим чемпіоном, срібним та бронзовим призером командних чемпіонатів світу,  дворазовим чемпіоном світу в індивідуальному заліку  та володарем звання «Найсильніша людина планети — 2004 року». Також, Василь Вірастюк є багаторазовим переможцем та призером  найпрестижніших міжнародних турнірів з богатирського багатоборства, багаторазовим рекордсменом світу в окремих вправах.
Заслужений майстер спорту України Михайло Старов із Харкова є триразовим чемпіоном та срібним призером командних чемпіонатів світу. Також Михайло Старов є дворазовим володарем Кубків світу, багаторазовим переможцем та призером  престижних міжнародних турнірів з богатирського багатоборства.У 2005 році рішенням спеціальної суддівської колегії Мінмолодьспорту та НОК був визнаний «Найкращим екстрім-спортсменом України».
Заслужений майстер спорту України Олександр Пеканов із Чернігова є триразовим чемпіоном світу та бронзовим призером у командному заліку. Також Олександр Пеканов є багаторазовим призером престижних міжнародних турнірів з богатирського багатоборства та рекордсменом світу у вправі «Deadlift» («Мертва тяга»).
Заслужений майстер спорту України Кирило Чупринін із Волині (наразі проживає в м. Вишневе Київської області) є дворазовим чемпіоном, срібним та бронзовим призером командних чемпіонатів світу. Також він є чемпіоном Європи та бронзовим призером чемпіонату світу в індивідуальному заліку, багаторазовим рекордсменом світу з різновиду богатирського багатоборства — «Ігри горців».
Заслужений майстер спорту України Віктор Юрченко з Черкас є дворазовим чемпіоном та срібним призером командних чемпіонатів світу, а також неодноразовим призером міжнародних турнірів з богатирського багатоборства.
Заслужений майстер спорту України Муравльов Володимир із м. Красний Лиман, Донецької обл. До переходу в богатирське багатоборство займався пауерліфтингом, де  ставав призером чемпіонатів  світу. Наразі є чемпіоном та бронзовим призером командних чемпіонатів світу з богатирського багатоборства на звання «Найсильніша нація планети».
Майстер спорту України міжнародного класу  Мельников Микола з Донбасу є дворазовим чемпіоном світу та срібним призером командних чемпіонатів світу, неодноразовий призер різноманітних турнірів з богатирського багатоборства. Після закінчення виступів на спортивній арені активно зайнявся тренерською діяльністю, де вже досяг певних успіхів. Віце-президент Донецької обласної філії Федерації Найсильніших Атлетів України і Перетягування Канату. Спів-організатор всеукраїнських турнірів з богатирського багатоборства.
22-річний син Миколи Мельникова  Майстер спорту України міжнародного класу Михайло Мельников став віце-чемпіоном світу-2009 у ваговій категорії до 105 кг.
Наразі він — президент Донецької обласної філії Федерації Найсильніших Атлетів України і Перетягування Канату. Організатор всеукраїнських турнірів з богатирського багатоборства.
Заслужений майстер спорту України Вишницкий, Алексей Иванович — переможець міжнародного турніру  з богатирського багатоборства серед богатирів вагової категорії, вагою до 105 кг у 2009-2011 роках. Наразі проживає у м.Харків.
Заслужений майстер спорту України Віталій Герасимов — чемпіон 1-го та 2-го чемпіонатів світу з богатирського багатоборства серед атлетів вагою до 105 кг (2009-2010). Наразі проживає у м.Дніпропетровськ. Президент Дніпропетровської обласної філії Федерації Найсильніших Атлетів України і Перетягування Канату.
Майстер спорту України міжнародного класу Конюшок Сергій — переможець міжнародного турніру  з богатирського багатоборства серед богатирів вагової категорії — до 105 кг (коли власна вага атлета не перевищує 105 кг), «World Record Breakers — 105 kg», що пройшов у серпні 2009 року в Фінляндії.  Дворазовий бронзовий призер чемпіонату України на звання "Богатир року". Також постійний учасник останніх індивідуальних турнірів з богатирського багатоборства, що проходять в Україні.

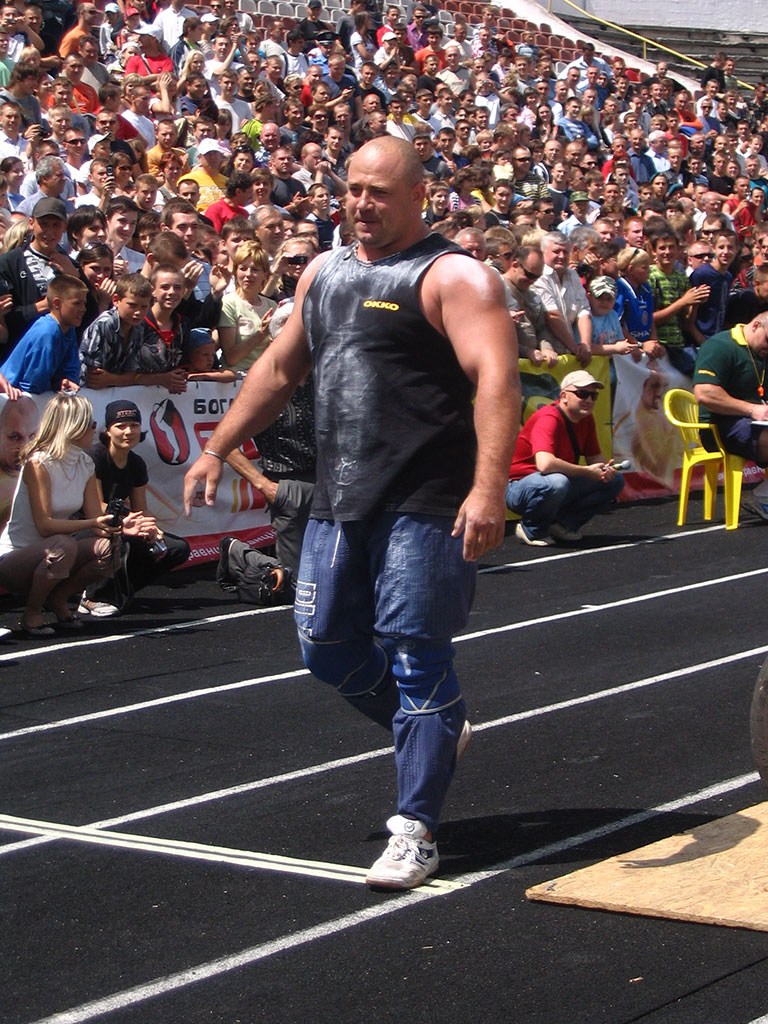
К.Ільїн на Богатирському турнірі в Житомирі, 2008 р.

Майстер спорту України Костянтин Ільїн — володар звання «Богатир року — 2009». Учасник «World Strongest Man — 2009, 2010»,  «Арнольд-Стронгмен-Класік-2010». Призер багатьох престижних міжнародних турнірів. Рекордсмен України у вправі «Дамбл».
Майстер спорту України міжнародного класу Сергій Романчук — переможець Всеукраїнських богатирських турнірів. Учасник «World Strongest Man — 2010», «Арнольд-Стронгмен-Класік-Гріп-2010». Рекордсмен України у вправі «Фермерська прогулянка».

## Зовнішні посилання
- Федерація найсильніших атлетів України (укр.)
- Професійна Ліга Стронгменів України (укр.)